# 万徳院
万徳院（まんとくいん）は、真言宗の寺院。正式名称は福光寺万徳院。ここではその前身である安芸国大朝舞綱の万徳院（万徳院跡歴史公園）についても記述する。

## 岩国万徳院
慶長5年（1600年）の関ヶ原の戦いに敗れた毛利家は周防・長門国へと減封され、重臣であった吉川家当主吉川広家も周防国岩国へと転封された。吉川氏の本領であった安芸国大朝荘にあった万徳院（後述）を岩国に移転させ、真言宗の寺院とした。慶長11年（1606年）に死去した吉川元春正室新庄局もこの寺に埋葬された。その後は岩国領主吉川家の保護を受け、現在まで続いている。

## 大朝万徳院
岩国万徳院の前身は、吉川元春の嫡男吉川元長が天正3年（1575年）頃、安芸国大朝（現広島県山県郡北広島町大朝）に建立した諸宗兼学（宗派関係無くともに学ぶ）の寺院であった。創建当初は本堂と庫裏だけしか存在しなかったが、元長の別邸として利用され、元長の心の支えとなった。元長死後、弟の吉川広家が菩提寺へと改修、石垣や庭園を増築した。吉川広家正室で宇喜多直家娘の容光院も死後、この寺に埋葬された。
慶長5年（1600年）、吉川氏の岩国転封により万徳院は岩国へと移転し、寺跡は放置されて廃墟となった。その後、荒れるがままの状況であったが、昭和61年（1986年）8月28日に「吉川氏城館跡」の一部として国の史跡に指定、平成3年（1991年）から広島県教育委員会によって発掘調査が行われ、その後整備を経て現在は歴史公園となっている。平成9年（1997年）9月2日に史跡「吉川氏城館跡」の指定範囲が追加された。
境内跡地には本堂、庫裏、風呂屋、庭園があり、石垣、石段、参道が残り、吉川氏の興隆を偲ばせる。また、整備にともない本堂の規模を原寸大に再現したガイダンスホールや、1月・2月・12月を除く毎月第3日曜に蒸風呂体験が行われている風呂屋が復元されている。

### 旧万徳院庭園
庭園は本堂の北側に霊屋と坪庭風小庭、西側に池庭を配しており、鑑賞主軸を2方向持っていたと推定される。平成14年（2004年）9月20日に、 国の名勝に指定されている。

## 参考資料
- 北広島町史
- 万徳院跡リーフレット（北広島町発行）